# Отонабі (річка)
Отонабі — річка в окрузі Пітерборо в Центральному Онтаріо, Канада. Річка тече від озера Катчеванука, на північному кінці громади Лейкфілд, через місто Пітерборо до озера Райс-Лейк. Вона належить до басейну Великих озер і є частиною водного шляху Трент — Северн.

## Етимологія
На мові оджибве річка називається Одунабі-зіібі. Otonabee походить від слів ode, що означає «серце», і odemgat, що походить від «киплячої води». Це перекладається як «річка, що б'ється, як серце, в ритмі киплячої води її порогів».

## Течія
Річка починається від озера Катчеванука на північній стороні громади Лейкфілд в муніципалітеті Селвін і протікає на південь через дамби та шлюзи Лейкфілда (шлюз Трент — Северн № 6). Після виходу громади до меж міста Пітерборо річка утворює кордон між Селвіном і муніципалітетом Дуро-Даммер. Річка продовжується на південь, проходячи через дамби, пов'язані з іще чотирма шлюзами, входить у місто Пітерборо і проходить під мостом Фаріон через територію університету Трент. Трохи на південь від університету Трент - Северн відходить через південний канал до ліфтового шлюзу Пітерборо на схід від річки, а річка продовжується на південь і захід. Водний маршрут проходить через кілька дамб гідроелектростанцій і генеруючих станцій і проходить в центр міста Пітерборо, приблизно на 150 м до центру міста, досягаючи озера Літл-Лейк. Водний шлях Трент — Северн знову приєднується до річки, виходячи з шлюзу Ешбернгем. Річка залишає Літл-Лейк біля шлюзу і дамби Скоттс-Міллс і прямує на південь, проходить під шосе Онтаріо 7, переходить у муніципалітет Отонабі-Саут-Монаґан і пролягає вже без жодних інших шлюзів або дамб, досягаючи гирла в Райс-Лейк, з'єднуючи його через річку Трент з озером Онтаріо.
Загальна довжина річки 55 км, а відстань від Літл-Лейк до Райс-Лейк близько 30 км. Площа водозбірного басейну, не включаючи озеро Катчеванука та інші озера вище за течією, становить 806 км².

## Гідрологія
Деякі райони Пітерборо вздовж Отонабі схильні до повеней через сильні дощі, як-от 15 липня 2004 року, коли менш ніж за двадцять чотири години в деяких місцях випало 240 мм.

## Історія
На фермах поблизу озера Катчеванука жили письменниці 19 ст. Сюзанна Муді і Катарін Парр Трейл.

## Економіка
Трентський університет керує власною гідроелектростанцією на річці.

## Острови
На захід від гирла річки Отонабі лежить острів Кав-Айленд.

## Притоки
- Стімбот-Крік (права)
- Кент-Крік (ліва)
- Сквирел-Крік (права)
- Леперс-Крік (права)
- Бакстер-Крік (права)
- Каван-Крік (права)
- Мід-Крік (ліва)
- Вітлов-Крік (ліва)
- Джексон-Крік (права)
- Сейвер-Крік (ліва)

|                           |
| Річка Отонабі в Лейкфілді |

|                                            |
| Міст Фаріон коло Трентського університету. |

|                           |
| Річка Отонабі в Пітерборо |

## Зовнішні посилання
- Вебсайт охорони природи Otonabee Region [Архівовано 17 січня 2014 у Wayback Machine.]